# 领方郡
领方郡，中国古代的郡。
南朝梁置，治所在领方县（今广西壮族自治区宾阳县西南古城）。辖境即相当今宾阳县一带。隋朝开皇九年（589年）废。唐朝至德二载（757年），又改安城郡为领方郡，仍治领方县。乾元元年（758年）改为宾州。 